# Nyafka X
A Nyafka X (eredeti cím: Marci X) 2003-ban bemutatott amerikai romantikus filmvígjáték, melyet Paul Rudnick forgatókönyvéből Richard Benjamin rendezett. A főbb szerepekben Lisa Kudrow és Damon Wayans látható. 
Az Amerikai Egyesült Államokban 2003. augusztus 22-én mutatták be a Paramount Pictures forgalmazásában. A film bevételi szempontból megbukott és gyenge kritikákat kapott.

## Cselekmény
Marci Feld elkényeztetett zsidó-amerikai nő. Apja, Ben egy lemezkiadó cég igazgatója, aki a stressz miatt szívrohamot kap és meghal. Ben cége adta ki a rapper Dr. S "Puffantsd le a tanárodat" című albumát, mely nagy botrányt kavar. Marci kénytelen átvenni a cég vezetését, bár fogalma sincs a zeneiparról. Hogy megmentse apja vállalkozását, Marci igyekszik leépíteni Dr. S rosszfiús imidzsét, eközben egymásba szeretnek. A helyzetet tovább bonyolítja, hogy Mary Ellen Spinkle konzervatív politikus tönkre akarja tenni Dr. S karrierjét.

## Szereplők
| Színész              | Szerep             | Magyar hang      |
| -------------------- | ------------------ | ---------------- |
| Lisa Kudrow          | Marci Feld         | Nyírő Beáta      |
| Damon Wayans         | Dr. S              | Kálid Artúr      |
| Richard Benjamin     | Ben Feld           | Kristóf Tibor    |
| Jane Krakowski       | Lauren Farb        | Kocsis Mariann   |
| Christine Baranski   | Mary Ellen Spinkle | Andresz Kati     |
| Paula Garcés         | Yolanda Quinones   | Haumann Petra    |
| Charles Kimbrough    | Lane Strayfield    | Végh Ferenc      |
| Veanne Cox           | Caitlin Mellowitz  | Murányi Tünde    |
| Sherie Rene Scott    | Kirsten Blatt      | Kiss Erika       |
| Nashawn Kearse       | Quantrelle         | Bognár Tamás     |
| Billy Griffith       | Tubby Fenders      | Schneider Zoltán |
| Andrew Keenan-Bolger | Chip Spinkle       |                  |
| Matthew Morrison     | Boyz R Us tag      |                  |
| Gerry Becker         | Dr. Skellar        | Cs. Németh Lajos |
| Bruce Altman         | Stan Dawes         |                  |

## Fogadtatás

### Bevételi adatok
A 20 millió dolláros költségvetésből készült film hatalmas anyagi bukásnak bizonyult.
Az észak-amerikai mozikban a nyitó hétvégén a 17. helyezést érte el, 872 950 dollár bevétellel. Észak-Amerikában 1 648 818, a többi területen 26 888 dollárt tudott begyűjteni. Összbevétele így csupán 1 675 706 dollárt lett.

### Kritikai visszhang
A Nyafka X összességében negatív kritikákat kapott. A Rotten Tomatoes weboldalon 60 kritika alapján 8%-os értékelést ért el. Az oldal szöveges értékelése szerint „az alapanyag túl kevés egy egész estés filmhez, a viccek pedig társadalmi szempontból elavultak és fogalmatlanok”.

## Érdekességek
Dr. S szerepét Chris Rocknak is felajánlották, de ő visszautasította, miután elolvasta a szerinte pocsék forgatókönyvet.

## Fordítás
- Ez a szócikk részben vagy egészben  a   Marci X című angol Wikipédia-szócikk fordításán alapul.  Az eredeti cikk szerkesztőit annak laptörténete sorolja fel. Ez a jelzés csupán a megfogalmazás eredetét és a szerzői jogokat jelzi, nem szolgál a cikkben szereplő információk forrásmegjelöléseként.